# Mouthe
 Mouthe  es una comuna y población de Francia, en la región de Franco Condado, departamento de Doubs, en el distrito de Pontarlier. Es la cabecera del cantón homónimo, aunque Jougne y Labergement-Sainte-Marie la superan en población.
Está integrada en la Communauté de communes des Hauts du Doubs.

## Demografía
Su población en el censo de 2009 era de 970 habitantes.
| 840 | 760 | 811 | 813 | 898 | 891 | 958 | 958 | 1083 |
| Para los censos de 1962 a 1999 la población legal corresponde a la población sin duplicidades (Fuente: INSEE [Consultar]) |     |     |     |     |     |     |     |      |